# Tapestry (альбом)
Tapestry — второй студийный альбом американской певицы и автора Кэрол Кинг, вышедший в 1971 году на лейбле Ode Records, ставший одним из наиболее успешных альбомом всей рок-истории с тиражом более 25 миллионов копий во всём мире. В США он был сертифицирован в бриллиантовом статусе RIAA за более чем 10 млн копий, 15 недель возглавлял Billboard Top LP’s и оставался в списках более шести лет. Пластинка получила 4 премии «Грэмми» в 1972 году, включая номинацию за лучший альбом года. Ведущий сингл с альбома, «It’s Too Late»/«I Feel the Earth Move» возглавлял чарт Billboard Hot 100 пять недель. В 2003 году Tapestry занял 36-е место в списке 500 величайших альбомов всех времён по версии журнала Rolling Stone.

## Об альбоме
Tapestry получил положительные отзывы музыкальных критиков. Джон Ландау написал в журнале Rolling Stone, что Кинг этим альбомом поставила себя в ряд выдающихся и наиболее талантливых поп-исполнителей, создав диск «исключительный по своему лирическому и музыкальному совершенству». Роберт Кристгау посчитал, что её голос, свободный от «технического декора», должен стать примером раскрепощения для певиц. Ретроспективные оценки столь же комплиментарны. Джейсон Энкени в своей рецензии в AllMusic отметил: «Это удивительно выразительная и интимная запись, работа непревзойдённого мастерства. Всегда являясь превосходным поп-композитором, Кинг достигла ещё больших высот как исполнитель: новые композиции… приобретают дополнительный резонанс, когда исполнены её собственном тёплым и убедительным голосом. С опорой на фортепиано и мягкие ударные, Tapestry — это лёгкая и воздушная работа, иногда переходящая границы джаза, но это также очень эмоциональная запись, песни преисполнены исповедальной сокровенностью».
Вместе с избранием альбомом года на церемонии «Грэмми» Кинг также получила награду в разделах «Лучшее женское вокальное поп-исполнение», «Запись года» (за сингл «It’s Too Late»), и «Лучшая песня года» (за песню «You’ve Got a Friend»). Таким образом Кэрол стала первой сольной певицей, которой удалось выиграть в разряде «Лучшая запись года» и, вообще, 1-й женщиной получившей такую премию в категории «Лучшая песня года».
Альбом ознаменовал творческий и коммерческий триумф певицы, став краеугольным камнем в развитии жанра авторской песни. Он был необычайно популярен в США, занял вершину Billboard Top LP’s и оставался во главе списка 15 недель подряд, с течением лет неоднократно возвращался в рейтинги Billboard и в общей сложности пробыл там более 300 недель. Такое достижение стало рекордом для всех женщин-исполнительниц, который Кинг удерживала более 40 лет вплоть до появления диска 2012 года 21 британской певицы Адели. Также он стал первым альбомом певицы, сертифицированным в бриллиантовом статусе.

## Список композиций
Слова и музыка всех песен — Кэрол Кинг, кроме указанных ниже.
| №  | Название                | Автор(ы)               | Длительность |
| -- | ----------------------- | ---------------------- | ------------ |
| 1. | «I Feel the Earth Move» |                        | 2:57         |
| 2. | «So Far Away»           |                        | 3:55         |
| 3. | «It’s Too Late»         | Кэрол Кинг, Тони Штерн | 3:51         |
| 4. | «Home Again»            |                        | 2:27         |
| 5. | «Beautiful»             |                        | 3:05         |
| 6. | «Way Over Yonder»       |                        | 4:42         |

| №  | Название                                  | Автор(ы)                                  | Длительность |
| -- | ----------------------------------------- | ----------------------------------------- | ------------ |
| 1. | «You’ve Got a Friend»                     |                                           | 5:09         |
| 2. | «Where You Lead»                          | Кэрол Кинг, Тони Штерн                    | 3:20         |
| 3. | «Will You Love Me Tomorrow?»              | Джерри Гоффин, Кэрол Кинг                 | 4:12         |
| 4. | «Smackwater Jack»                         | Джерри Гоффин, Кэрол Кинг                 | 3:41         |
| 5. | «Tapestry»                                |                                           | 3:13         |
| 6. | «(You Make Me Feel Like) A Natural Woman» | Джерри Гоффин, Кэрол Кинг, Джерри Векслер | 3:49         |

## Участники записи
| Музыканты: - Кэрол Кинг — ведущий и бэк-вокал, фортепиано, клавишные - Ральф Шакетт — электропианино - Джеймс Тейлор — акустическая гитара, бэк-вокал - Дэнни «Кутч» Кортчмар — акустическая и электрогитара, конги, бэк-вокал - Перри Стейнберг — бас-гитара - Чарльз Ларки — бас-гитара, струнный бас - Расс Кункель — ударные - Джоэл О’Брайен — ударные - Кёртис Эми — флейта; баритон, сопрано и тенор-саксофоны - Барри Сохер — скрипка - Дэвид Кэмпбелл — альт - Терри Кинг — виолончель - Мерри Клейтон — бэк-вокал - Джулия Тилман — бэк-вокал - Джони Митчелл — бэк-вокал в «Will You Love Me Tomorrow?» | Технический персонал: - Лу Адлер — продюсер - Вик Анесини — мастеринг-инженер - Чак Бисон — дизайнер - Хэнк Чикало — звукоинженер - Джессика Киллорин — менеджер по упаковке - Джим МакКрари — фотограф - Смэй Вижн — дизайнер - Роланд Янг — арт-директор |

## Позиции в хит-парадах
| Хит-парад                        | Высшая позиция | Пребывание в чарте |
| -------------------------------- | -------------- | ------------------ |
| Австралия (Kent Music Report)    | 3              | нет данных         |
| Великобритания (UK Albums Chart) | 4              | 136 недель         |
| Испания (Spanish Albums Chart)   | 1              | нет данных         |
| Канада (RPM Albums Chart)        | 1              | 133 недели         |
| Норвегия (VG-lista)              | 8              | 18 недель          |
| США (Billboard Top LP’s)         | 1              | 318 недель         |
| Япония (Oricon)                  | 1              | нет данных         |

| Хит-парад (1971)                   | Позиция |
| ---------------------------------- | ------- |
| Австралия (Kent Music Report)      | 10      |
| Великобритания (UK Albums Chart)   | 7       |
| США (Billboard Top Popular Albums) | 2       |
| Хит-парад (1972)                   | Позиция |
| США (Billboard Top Popular Albums) | 2       |
| Хит-парад (1973)                   | Позиция |
| США (Billboard Top Popular Albums) | 22      |
| Хит-парад (2018)                   | Позиция |
| Австралия (ARIA)                   | 95      |

## Сертификации и продажи
| Регион | Сертификация   | Продажи    |
| --- | -------------- | ---------- |
| Австралия (ARIA) | 8× Платиновый  | 560 000    |
| Великобритания (BPI) | 2× Платиновый  | 600 000*   |
| Новая Зеландия (RMNZ) | Платиновый     | 15 000^    |
| США (RIAA) | 13× Платиновый | 13 000 000 |
| Япония (RIAJ) · переиздание 1991 | Золотой        | 100 000^   |
| Итого |                |            |
| Мир | —              | 25 000 000 |
| * Данные о продажах приведены только на основе сертификации. · ^ Данные о тиражах приведены только на основе сертификации. · Данные о продажах + прослушиваниях приведены только на основе сертификации. |                |            |